# Мирные ядерные взрывы
«Ми́рные я́дерные взры́вы» или я́дерные взры́вы в ми́рных це́лях — ядерные испытания и промышленные ядерные взрывы, целью которых являлись или декларировались работы невоенного назначения: разработка месторождений, борьба с авариями при разработке месторождений, строительство каналов и так далее. В настоящее время не производятся ввиду неизбежного радиационного заражения ископаемых или окружающей местности, запрещены Договором о всеобъемлющем запрещении ядерных испытаний и другими международными договорами.
Ядерный взрыв имеет несколько ниш мирного применения:
- Быстрое рытьё крупных котлованов для искусственных водохранилищ.[3] Котлован создаётся с помощью подповерхностного подземного ядерного или термоядерного взрыва «на выброс». Достоинства метода: получившаяся ёмкость имеет большую глубину и небольшую поверхность зеркала водоёма. Всё это минимизирует потери воды на испарение и фильтрацию в грунт. Предполагалось использовать такие искусственные резервуары в засушливых районах для хранения воды для нужд сельского хозяйства.
- Выемка грунта и разрушение препятствий при строительстве крупномасштабных сооружений на местности (каналы).
- Создание подземных ёмкостей (в частности, газохранилищ и резервуаров для захоронения опасных отходов). Одним взрывом создаётся полость объёмом в десятки тысяч кубических метров.
- Обрушение препятствий в горах.
- Поиск полезных ископаемых сейсмическим зондированием земной коры.
- Дробление руды.[4]
- Увеличение нефтеотдачи нефтяных месторождений[5].
- Перекрывание аварийных нефтяных и газовых скважин.
- Научные исследования: сейсмология, внутреннее строение Земли, физика плазмы и многое другое.
- Движущая сила для ядерных и термоядерных импульсных космических аппаратов, например нереализованный проект корабля «Орион» и проект межзвёздного автоматического зонда «Дедал»;
- В последнее время рассматривается возможность разрушения или изменения орбиты одного из астероидов, угрожающих столкновением с Землёй, путём ядерного взрыва в его окрестности;[6]
- Контроль за землетрясениями:[7] до появления запрета на проведение ядерных взрывов наблюдалось резкое снижение количества и силы подземных колебаний; учёные-ядерщики из города Снежинска объяснили это явление тем, что сейсмическая волна, распространяясь на большие расстояния, слегка встряхивает глубинные породы и снимает нарастающие напряжения в земной коре.

## В СССР
- Мирные ядерные взрывы в СССР

## В США
- Операция «Плаушер» (США)